# Bataille de Five Forks
Guerre de Sécession
Batailles
Campagne d'Appomattox
- Lewis's Farm
- White Oak Road
- Dinwiddie Court House
- Five Forks
- 3e Petersburg
- Richmond
- Sutherland's Station
- Namozine Church
- Amelia Springs
- Rice's Station
- Sailor's Creek
- High Bridge
- Cumberland Church
- Appomattox Station
- Appomattox Court House
- Reddition de Lee

La bataille de Five Forks est une bataille de la guerre de Sécession qui eut lieu le 1er avril 1865 au cours de la Campagne d'Appomattox, au sud-ouest de Petersburg, alors assiégée, dans le comté de Dinwiddie en Virginie. La bataille, parfois surnommée le « Waterloo de la Confédération », oppose le major-général de l'Union Philip Sheridan au major-général confédéré George E. Pickett de l'Armée de la Virginie du Nord du général Lee.
L'échec de Pickett à Five Forks précipite la décision de Lee d'abandonner ses retranchements autour de Petersburg et de commencer la retraite qui conduisit à sa reddition à l'Appomattox Court House le 9 avril.

## Contexte
À la suite de la bataille de Dinwiddie Court House du 31 mars, Pickett apprend l'arrivée en renfort du Ve corps de l'Union et souhaite se retirer sur une position à l'arrière de Hatcher's Run. Mais Lee ordonne à Pickett de s'arrêter non loin de Hatcher's Run pour garder le carrefour des Fives Forks avec sa division d'infanterie et trois divisions de cavalerie. « Five Forks » désigne l'intersection de la White Oak Road, Scott's Road, Ford (ou Church) Road, et la Dinwiddie Court House Road. L'ordre de déploiement que lui envoie Lee précise :

« Tenez Five Forks par tous les moyens. Protégez la route vers le dépôt de Ford et empêchez les forces de l'Union de frapper la Southside Railroad. Je regrette infiniment le retrait de vos forces, et votre incapacité à tenir l'avantage que vous aviez acquis. »

Les troupes de Pickett construisent une ligne défensive, fortifiée par des troncs d'arbres et de la terre, sur environ 2,8 km de longueur sur la White Oak Road, gardant ainsi les deux flancs de la cavalerie. Le plan d'attaque de Sheridan prévoit d'exercer avec sa cavalerie une pression légère sur l'ensemble de la ligne de front, afin de clouer les confédérés sur leurs positions, pendant qu'il masse sur le flanc gauche confédéré toute l'infanterie du Ve corps placé sous les ordres du major-général Gouverneur K. Warren. Des cartes et des renseignements erronés conduisent Sheridan à penser que le flanc gauche de son adversaire est beaucoup plus à l'est qu'en réalité.
Des routes boueuses et la broussaille enchevêtrée ralentissent l'approche des troupes de l'Union, et Warren n'est pas prêt à l'attaque avant environ 4 heures de l'après-midi. Sheridan blâme Warren pour ce retard. Il a déjà mauvaise opinion de Warren depuis le début de la campagne et a reçu l'autorisation confidentielle d'Ulysses S. Grant de relever Warren de son commandement s'il le juge nécessaire. Mais même les troupes de cavalerie de Sheridan rencontrent des problèmes similaires et ne participent que peu à la bataille.

## Bataille
Le plan d'attaque de Sheridan prévoit que Warren avance avec un front composé de deux divisions, suivi de la troisième division en réserve. La division du flanc droit, commandée par le major-général Samuel W. Crawford, doit pousser son attaque sur l'extrémité de la ligne défensive ennemie. Le flanc gauche, sous le commandement du major-général Romeyn B. Ayres doit quant à lui frapper de front la ligne confédérée. Mais en raison de mauvais renseignements, la division de Crawford manque complètement son objectif. Le flanc confédéré se trouve en effet bien plus à l'ouest que Sheridan ne l'avait prévu, et les hommes d'Ayres subissent un tir en enfilade sur leur gauche.
Les deux divisions de l'Union sombrent dans la confusion alors qu'elles tentent frénétiquement de se réorienter à travers les épais bosquets de broussaille. Le major-général Charles Griffin qui commande la division de réserve, préfère lui ordonner une halte plutôt que de rajouter à la confusion. Warren, qui avait choisi de rester sur une position centrale, envoie en vain tout son état-major au galop avec des messages pour réorienter l'attaque. Face à cette situation, il décide de se porter en avant pour prendre personnellement le commandement de ses troupes. Pendant ce temps, Sheridan, galope avec l'avant-garde d'Ayres, menant personnellement la charge qui ouvre une brèche dans le flanc gauche de la ligne de défense confédérée. Cet exploit est célébré avec héroïsme dans les peintures et lithographies de l'époque.
Les Confédérés tentent d'organiser une nouvelle ligne défensive. Griffin déplace sa division de réserve sur le flanc droit d'Ayres et lance son attaque. Warren ordonne ensuite à la division de Crawford de se joindre à eux depuis le nord. La cavalerie de Sheridan contourne Pickett par son flanc droit, mais s'avère incapable d'empêcher de nombreux confédérés de s'échapper. Toutefois, il s'agit d'une victoire décisive pour l'Union, dans laquelle près d'un tiers des 9 200 hommes de Pickett sont blessés.

## Conséquences
Alors que la bataille est imminente, Pickett s'absente avec les majors-généraux Fitzhugh Lee et Thomas L. Rosser, déjeunant d'une grillade de poissons (des Aloses) à deux miles de là (environ 3 km), au nord de Hatcher's Run. Négligeant de prévenir de l'absence des généraux, il laisse ses troupes affronter la bataille sans commandement. Les conditions atmosphériques étouffent suffisamment les bruits de la bataille pour que Pickett ne réalise pas que des combats se déroulent non loin. Au moment où il arrive enfin sur le champ de bataille, il est déjà trop tard.
Au cours de cette bataille, les pertes de l'Union sont de 103 morts, 670 blessés et 57 prisonniers ou disparus et celles de la Confédération de 545 tués ou blessés et 2 400 prisonniers. Le brigadier-général de l'Union Frederick Winthrop est tué à Five Forks, et le colonel Willie Pegram, un officier d'artillerie confédéré, très estimé, y est également mortellement blessé. Peu satisfait des performances du Ve corps dans son approche de Five Forks, Sheridan relève Warren de son commandement.
La perte de Five Forks menace de couper Lee de sa meilleure voie de retraite, la South Side Railroad. Le lendemain matin, Lee informe le Président Jefferson Davis que Petersburg et Richmond doivent être évacués. Grant lance un assaut tous azimuts sur les retranchements confédérés quasiment désertés.
Le champ de bataille de Five Forks est aujourd'hui préservé comme partie intégrante du Petersburg National Battlefield.